# Andre Hutson
Pour les articles homonymes, voir Hutson.
Andre Davon Hutson (né le 12 janvier 1979 à Dayton, Ohio) est un joueur professionnel américain de basket-ball ayant évolué au poste d'ailier fort.